# Елісон Сайдор
Елісон Сайдор (англ. Alison Sydor, 9 вересня 1966) — канадська велогонщиця.
Срібна призерка Олімпійських Ігор 1996 року в маунтінбайку, учасниця 1992, 2000, 2004 років.
Бронзова призерка Чемпіонату світу з велоперегонів на шосе 1991 року в груповій шосейні гонці.
Чемпіонка світу з маунтінбайку 1994 (крос-кантрі), 1995 (крос-кантрі), 1996 (крос-кантрі), 2002 (командний крос-кантрі) років, срібна призерка 1992 (крос-кантрі), 1999 (крос-кантрі), 2000 (крос-кантрі), 2001 (крос-кантрі), 2003 (крос-кантрі) років, бронзова призерка 1998 (крос-кантрі), 1999 (командний крос-кантрі), 2004 (крос-кантрі) років.